# Arachnis maia
Arachnis maia là một loài bướm đêm thuộc phân họ Arctiinae, họ Erebidae.